# Mythos Weimar

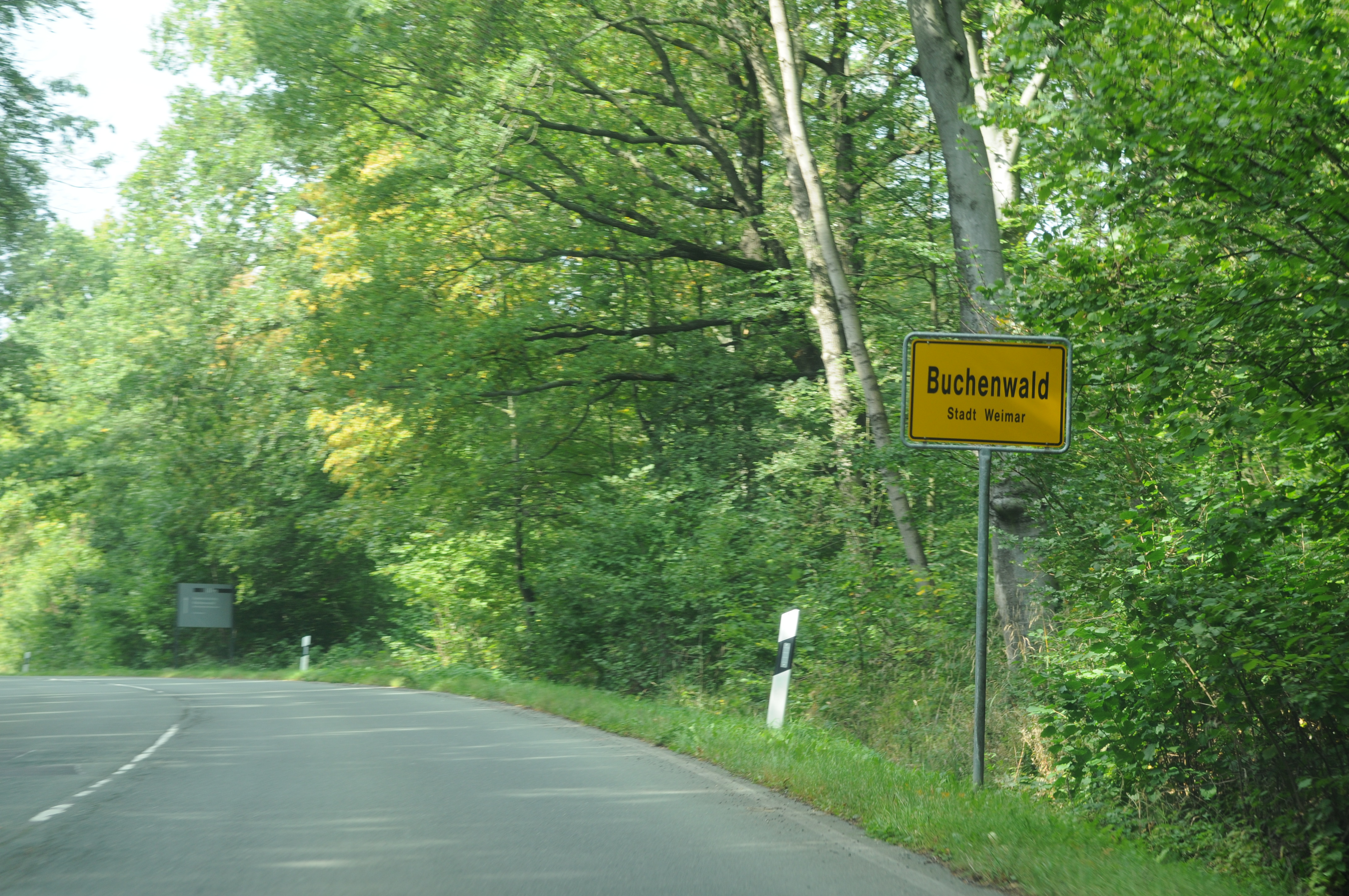
Ortsschild Weimar-Buchenwald

Peter Merseburger schrieb über Weimar ein Buch unter dem Titel Mythos Weimar. Die Erstausgabe erschien vor dem Hintergrund der Ernennung Weimars zur „Kulturstadt Europas 1999“. Merseburger lässt darin 150 Jahre Weimarer Geschichte Revue passieren. Im Kern geht es um die Inszenierung des Mythos Weimar als Nationalsymbol. So wurde schließlich der Geist von Weimar beschworen. Dieses war ein wesentlicher Topos der Weimarer Demokratie. Merseburger produzierte zudem einen  Film unter dem Titel: Der Geist von Weimar, der 1998 erschien. Ursprünglich erschien Merseburgers Buch 1998 bei der Deutschen Verlags-Anstalt Stuttgart (heute München).
Merseburgers Kulturgeschichte Weimars wurde zu einem populären und vielverkauften und oft verlegten Werk, welches die Höhen und Tiefen Weimars erfasst, einem zwiespältigen Ort wie es ihn so nur selten gibt, der für Glanz der Kulturepochen steht, aber auch für deren Schande, für die Buchenwald steht. Genaugenommen ist es eine deutsche Geschichte, die am Beispiel Weimars exerziert wurde. Dieses ca. 450 Seiten umfassende Werk ist für die Kulturgeschichte Weimars ein Standardwerk zu nennen. Annette Seemann, die 2012 ebenfalls eine Kulturgeschichte Weimars herausbrachte, hatte oft auf dieses Werk zurückgegriffen.
Auf dem Klappentext der 2013 erschienenen Ausgabe steht: „Merseburgers Kulturgeschichte Weimars darf man einen großen Wurf nennen. Der Band ist, in Nuce, eine deutsche Geschichte, am Beispiel Weimars demonstriert.“ Der Kommentar kam von Klaus Harpprecht von der Wochenzeitung Die Zeit. 
siehe: Zeitalter Weimars